# Baía de Vahsel

A baía de Vahsel é uma baía situada na Antártida, entre a barreira de gelo Filchner e a ponta sudoeste da costa de Luitpold, Terra de Coats e o glaciar Schweitzer. Esta baía foi descoberta durante a Expedição Antártica Alemã (1911-12) liderada por Wilhelm Filchner, e a sua designação tem origem no nome do capitão Richard Vahsel (1868-1912), comandante do navio Deutschland, que faleceu a bordo no dia 8 de agosto de 1912.